# Brudny Harry
Brudny Harry (ang. Dirty Harry) – amerykański film kryminalny z 1971 roku w reżyserii Dona Siegla, z Clintem Eastwoodem w roli głównej. Film zapoczątkował serię 5 filmów o przygodach Harry’ego Callahana.

## Fabuła
W San Francisco dochodzi do serii zabójstw, których ofiarami są przypadkowe osoby. Po ostatnim zabójstwie sprawca zostawia list z żądaniami. Grozi, że jeśli miasto nie zapłaci mu stu tysięcy dolarów, każdego dnia będą ginąć kolejni ludzie. Podpisuje się jako „Skorpion”. Sprawę prowadzi inspektor Harry Callahan, gliniarz słynący z brutalności, przez kolegów nazywany Brudnym Harrym. Gdy dowiaduje się, że burmistrz zdecydowany jest zapłacić okup mordercy, policjant nie boi się wyrazić swojego sprzeciwu. Mimo to, nie jest w stanie wpłynąć na decyzję władz. Ku jego większemu niezadowoleniu, do pomocy zostaje mu przydzielony młody policjant, Chico Gonzalez.
Szaleniec próbuje zamordować kolejną osobę, lecz zostaje spłoszony przez policyjny helikopter. Mimo to nie daje za wygraną i policja znajduje kolejną ofiarę. Zasadzka Harry’ego i Chica również nie kończy się powodzeniem. Skorpion wysyła kolejny list, w którym żąda dwustu tysięcy dolarów, a w ramach karty przetargowej porywa nastolatkę. Okup ma przekazać Callahan. W miejscu przekazania pieniędzy morderca katuje inspektora i oznajmia, że nastolatka i tak umrze, i że zabije również jego. W ostatniej chwili do akcji wkracza Chico, ratując życie Harry’ego, lecz zostaje parokrotnie postrzelony przez Skorpiona. Ten drugi zaś zostaje raniony nożem w nogę przez Callahana.
Okazuje się, że Skorpion ukrywa się na jednym ze stadionów w mieście. Harry strzela do niego i torturuje, żeby wyciągnąć od niego informację o miejscu gdzie przetrzymuje uprowadzoną dziewczynę. Policja znajduje ją, lecz jest już za późno na ratunek. Na dodatek Skorpion zostaje wypuszczony na wolność, gdyż – zdaniem prokuratora i sędziego – podczas aresztowania pogwałcono jego prawa i przeszukano jego lokum bez nakazu rewizji. Harry mimo to nie odpuszcza i śledzi zbrodniarza wbrew woli przełożonych, zaś ten próbuje za wszelką cenę zgubić ogon. W międzyczasie Chico, przebywający w szpitalu, decyduje się na odejście ze służby.
Skorpion porywa szkolny autobus, wysyłając jednocześnie kolejny list burmistrzowi, w którym żąda dwustu tysięcy i  odrzutowca, na pokładzie którego opuści miasto. Harry odmawia ponownego bycia „chłopcem na posyłki” i – mimo zakazu jakichkolwiek samowolnych interwencji – nie zamierza siedzieć bezczynnie i podejmuje akcję dorwania szaleńca na własną rękę.